# Liste der Monuments historiques in Cagnes-sur-Mer
Die Liste der Monuments historiques in Cagnes-sur-Mer führt die Monuments historiques in der französischen Gemeinde Cagnes-sur-Mer auf.

## Liste der Bauwerke
| Bezeichnung                               | Beschreibung                      | Standort                        | Kennzeichnung | Schutzstatus | Datum | Bild           |
| ----------------------------------------- | --------------------------------- | ------------------------------- | ------------- | ------------ | ----- | -------------- |
| Kapelle Notre-Dame-de-Protection          | Erbaut ab dem 12. Jahrhundert     | (Lage)                          | PA00080686    | Classé       | 1939  | weitere Bilder |
| Schloss Grimaldi                          | Erbaut im 14. und 17. Jahrhundert | (Lage)                          | PA00080687    | Classé       | 1948  | weitere Bilder |
| Domaine des Collettes, heute Musée Renoir | Erbaut 1907                       | 19, chemin des Collettes (Lage) | PA06000001    | Classé       | 2001  | weitere Bilder |

## Liste der Objekte

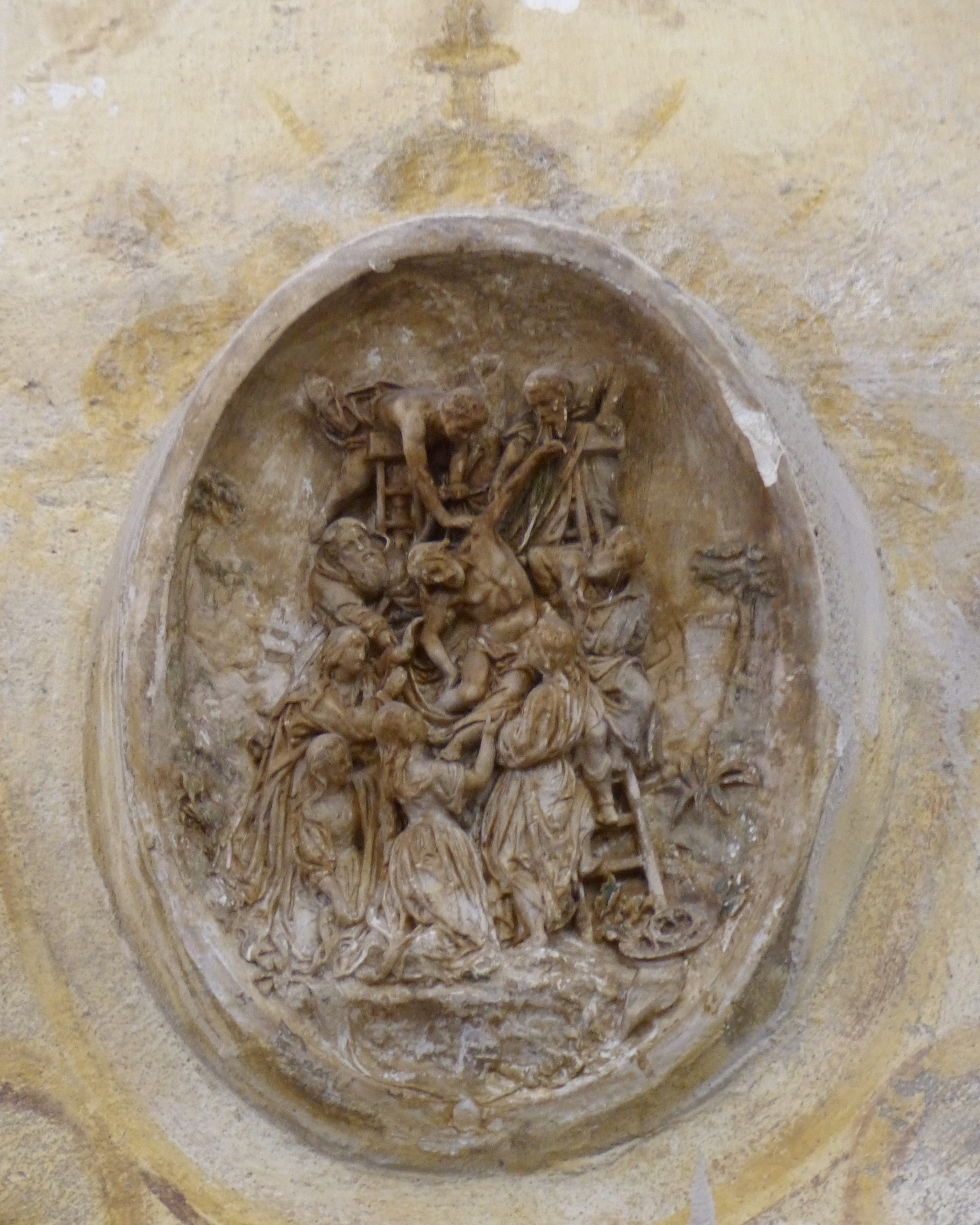
Bas-relief Kreuzabnahme in der Kapelle Notre-Dame-de-Protection (19. Jahrhundert)

- Monuments historiques (Objekte) in Cagnes-sur-Mer in der Base Palissy des französischen Kultusministeriums